# Saponaria mesogitana
Saponaria mesogitana är en nejlikväxtart som beskrevs av Pierre Edmond Boissier. Saponaria mesogitana ingår i släktet såpnejlikor, och familjen nejlikväxter. Inga underarter finns listade i Catalogue of Life.